# Terminal de Autobuses de Pasajeros de Oriente
La Terminal de Autobuses de Pasajeros de Oriente (TAPO), es una de las cuatro terminales de autobuses de la Ciudad de México, ubicada en la alcaldía Venustiano Carranza, con llegadas y salidas principalmente a las regiones este y sureste de la República y del Golfo de México. Es la sede principal de Mobility ADO.

## Historia
Antes de que la Secretaría de Comunicaciones y Transportes agrupara las cuatro terminales de autobuses de la Ciudad de México, existían  127 terminales, ya que cada línea contaba con sus propias oficinas corporativas. En el terreno donde se ubica ahora la TAPO, estaba la Escuela Nacional de Aviación, en un hermoso edificio de principios del siglo XX, que fue demolido. Esta Central camionera es una de las veinte terminales de autobuses más grandes del mundo. El proyecto fue encabezado por el arquitecto Juan José Díaz Infante Núñez, inaugurada el día 21 de noviembre de 1978, iniciando operaciones y abriendo al público el 9 de mayo de 1979.

### Construcción
La construcción de la cúpula fue novedosa para la época de su construcción. La infraestructura se derivó del boom petrolero que México vivía en esa época.
Para quitar la obra falsa central construida con tubos metálicos fue necesario hacer descender el anillo de compresión, en forma milimétrica y en un tiempo prudencial para que no se indujeran en la estructura, cambios bruscos que pudieran lesionarla. Para tal fin se utilizaron los cojines neumáticos Vetter que constituyen un conjunto flexible de 24 unidades a razón de dos por apoyo. Se estimó un peso a soportar de 600 toneladas, distribuidas en 12 apoyos, resultando así 50 toneladas en cada uno. La capacidad teórica de este gato peculiar es de 81 toneladas. El mecanismo de descenso se complementa con laínas de 9.5 milímetros y tornillos de 19 milímetros de diámetro.
Fue necesario efectuar varias pruebas hasta determinar cual era la presión que se deberá observar en el manómetro. Para el caso de que el peso de la estructura fuera menor que el estimado, se utilizaron los pernos guías de las laínas, aflojando las tuercas ligeramente para dejar un claro máximo de un milímetro. Cualquier movimiento vertical ascendente pondría en tensión los pernos e indicaría que la operación de inflado debería detenerse.
Después de que se inflaron los cojines, se retiraron las cuñas. Enseguida se desinfló hasta que quedó una luz de un milímetro entre las laínas y los soportes. Se tomó la lectura del manómetro y se llevó al registro. Luego se desinfló ligeramente hasta permitir que la estructura reposara en las laínas.
Así, mediante operaciones de inflado y desinflado se fueron quitando las laínas, una a una, hasta que el anillo de compresión quedó autosustentado, funcionando de acuerdo con el diseño. El descenso del mismo llegó a siete centímetros. Posteriormente se retiró la obra falsa, desmantelándola.
La obra falsa consistía en lo siguiente: Sobre un anillo de cimentación de 8.35 metros de diámetro medio, se levantaron 12 torres formadas con estructura tubular de 4,8 centímetros de diámetro y ligadas entre sí constituyendo un anillo continuo poligonal de 20 metros de altura y dos metros de espesor. La carga que soportó cada torre es de 100 toneladas y su peso es de 7 toneladas.

### Cúpula
Una de las características más destacadas de la Terminal, una especie de logo arquitectónico es su cúpula, un poco más grande que la de la Basílica de San Pedro, en Roma.
La cúpula de 60 metros de diámetro remata en una linternilla del orden de 18 metros de diámetro debido a que todas las trabes curvas no pueden concurrir físicamente a un punto y terminan en un anillo de compresión. Esta linternilla es una estructura de acero recubierta con 16 gajos meridionales de fibra de vidrio que se cierra con un casquete más pequeño de 5.50 metros de diámetro de color rojo, símbolo de la terminal. Debajo de la cúpula se puede decir que no hay frontera entre el interior y el exterior por la introducción de la luz natural.

## Especificaciones de la terminal
- Número de andenes: 71 para salidas y 102 para llegadas
- Espacios de aparcamiento de autobuses:
- Superficie total de la terminal: 70,000 metros cuadrados
- Servicio de Estacionamiento:  Superficial, 150 vehículos (fuera de servicio actualmente).
- Número de taquillas: 56
- Número de locales comerciales: 29
- Salas de espera: 6

## Compañías
| Compañía                                   | Abreviatura | Salas |
| ------------------------------------------ | ----------- | ----- |
| Autobuses de Oriente                       | ADO         | 1     |
| Ómnibus Cristóbal Colón                    | OCC         | 2     |
| Autobuses Estrella de Oro                  | EDO         | 3     |
| ADO Gran Lujo                              | ADO-GL      | 3     |
| ADO Platino                                | ADO-P       | 3     |
| Autobuses Estrella Roja                    | ER          | 4     |
| Autobuses Texcoco                          | AT          | 5     |
| Super Rápidos del Altiplano                | SUPRA       | 6     |
| Autotransportes Tlaxcala Apizaco Huamantla | ATAH        | 6     |
| Autobuses Volcanes                         | AV          | 7     |
| Autobuses Unidos                           | AU          | 7     |
| Autobuses Sur                              | SUR         | 8     |

## Destinos

### Campeche
| Destino           | Compañía | Compañía |
| Destino           | ADO      | ADO-P    |
| ----------------- | -------- | -------- |
| Campeche          | ●        | ●        |
| Ciudad del Carmen | ●        | ●        |
| Escárcega         | ●        |          |
| Xpujil            | ●        |          |

### Chiapas
| Destino                    | Compañía | Compañía | Compañía |
| Destino                    | ADO GL   | ADO      | OCC      |
| -------------------------- | -------- | -------- | -------- |
| Arriaga                    |          |          | ●        |
| Comitán                    |          | ●        | ●        |
| Escuintla                  |          |          | ●        |
| Huixtla                    | ●        |          | ●        |
| Mapastepec                 |          |          |          |
| Palenque                   | ●        |          |          |
| Pijijiapan                 |          |          |          |
| San Cristóbal de Las Casas |          | ●        | ●        |
| Tapachula                  | ●        |          | ●        |
| Tonalá                     | ●        |          | ●        |
| Tuxtla Gutiérrez           | ●        | ●        | ●        |

### Guerrero
| Destino               | Compañía | Compañía | Compañía |
| Destino               | OCC      | EDO      | SUR      |
| --------------------- | -------- | -------- | -------- |
| Acapulco (Cuauhtémoc) |          | ●        |          |
| Acapulco (Diamante)   |          | ●        |          |
| Alpoyeca              |          |          | ●        |
| Chilpancingo          |          | ●        |          |
| Huamuxtitlán          |          |          | ●        |
| Ixcamilpa             |          |          | ●        |
| Ixcateopan            |          |          | ●        |
| Olinalá               |          |          | ●        |
| Temalacatzingo        |          |          | ●        |
| Tlapa                 | ●        |          | ●        |
| Xochihuehuetlán       | ●        |          | ●        |

### Hidalgo
| Destino | Compañía | Compañía |
| Destino | ADO      | AT       |
| ------- | -------- | -------- |
| Apan    |          | ●        |
| Pachuca | ●        | ●        |

### México
| Destino                       | Compañía | Compañía | Compañía | Compañía | Compañía |
| Destino                       | ER       | AT       | AV       | SUR      | OCC      |
| ----------------------------- | -------- | -------- | -------- | -------- | -------- |
| Amecameca                     |          |          | ●        | ●        |          |
| Chalco                        | ●        |          |          |          |          |
| Chiconcuac                    |          | ●        |          |          |          |
| Ixtapaluca                    | ●        |          |          |          | ●        |
| Nepantla                      |          |          | ●        | ●        |          |
| Ozumba                        |          |          | ●        |          |          |
| Tepetlixpa                    |          |          | ●        | ●        |          |
| Texcoco                       |          | ●        |          |          |          |
| Tlalmanalco/Villas del Volcán |          |          | ●        |          |          |

### Morelos
| Destino     | Compañía | Compañía | Compañía |
| Destino     | OCC      | AV       | SUR      |
| ----------- | -------- | -------- | -------- |
| Axochiapan  |          | ●        | ●        |
| Cuautla     | ●        | ●        | ●        |
| Cuautlixco  | ●        |          |          |
| Jonacatepec |          |          | ●        |
| Yecapixtla  |          | ●        |          |

### Oaxaca
| Destino                      | Compañía | Compañía | Compañía | Compañía | Compañía | Compañía |
| Destino                      | ADO-P    | ADO GL   | ADO      | OCC      | AU       | SUR      |
| ---------------------------- | -------- | -------- | -------- | -------- | -------- | -------- |
| Asunción Nochixtlán          |          |          | ●        |          | ●        | ●        |
| Coixtlahuaca                 |          |          |          |          |          | ●        |
| Huajuapan                    |          |          |          | ●        |          | ●        |
| Huautla                      |          |          |          |          | ●        |          |
| Huatulco                     |          |          |          | ●        |          |          |
| Juchitán                     |          | ●        |          | ●        |          |          |
| Loma Bonita                  |          |          | ●        |          | ●        |          |
| María Lombardo de Caso       |          |          |          |          | ●        |          |
| Matías Romero                |          |          |          | ●        |          |          |
| Oaxaca                       | ●        | ●        | ●        | ●        | ●        | ●        |
| Pinotepa Nacional            |          |          |          | ●        |          |          |
| Pochutla                     |          | ●        |          |          |          |          |
| Puerto Escondido             |          | ●        |          |          |          |          |
| Putla                        |          | ●        |          | ●        |          |          |
| Reforma de Pineda            |          | ●        |          |          |          |          |
| Salina Cruz                  |          | ●        | ●        |          | ●        |          |
| San Andrés Chicahuaxtla      |          |          |          | ●        |          |          |
| San Antonino Monte Verde     |          |          |          | ●        |          |          |
| San Cristóbal Suchixtlahuaca |          |          |          | ●        |          |          |
| San Francisco Ixhuatán       |          | ●        |          |          |          |          |
| San Francisco Telixtlahuaca  |          |          |          |          | ●        |          |
| San Juan Cacahuatepec        |          | ●        |          |          |          |          |
| San Juan Teposcolula         |          |          |          | ●        |          |          |
| San Miguel Tecomatlán        |          |          |          | ●        |          |          |
| San Pedro Tapanatepec        |          | ●        |          |          |          |          |
| Santiago Chazumba            | ●        |          |          |          | ●        |          |
| Santiago Juxtlahuaca         |          | ●        |          |          |          |          |
| Santiago Tamazola            |          |          |          | ●        |          |          |
| Santiago Yolomécatl          |          | ●        |          | ●        |          |          |
| Santo Domingo Ingenio        |          | ●        |          |          |          |          |
| Santo Domingo Tonalá         |          | ●        |          |          |          |          |
| Santo Domingo Zanatepec      |          | ●        |          |          |          |          |
| Tamazulápam                  |          | ●        |          | ●        |          |          |
| Tehuantepec                  |          | ●        | ●        |          | ●        |          |
| Tejúpam de la Unión          |          | ●        |          | ●        |          |          |
| Teotitlán                    |          |          |          |          | ●        |          |
| Tepelmeme                    |          |          |          | ●        |          |          |
| Tlaxiaco                     |          | ●        |          | ●        |          | ●        |
| Tuxtepec                     | ●        |          |          |          | ●        |          |

### Puebla
| Destino                    | Compañía | Compañía | Compañía | Compañía | Compañía | Compañía | Compañía | Compañía | Compañía |
| Destino                    | ADO      | OCC      | ADO-P    | ER       | AT       | ATAH     | AV       | SUR      | AU       |
| -------------------------- | -------- | -------- | -------- | -------- | -------- | -------- | -------- | -------- | -------- |
| Acatlán                    |          | ●        |          |          |          |          |          | ●        |          |
| Acatzingo                  |          |          |          |          |          |          |          |          | ●        |
| Aljojuca                   |          |          |          |          |          |          |          |          | ●        |
| Chiautla                   |          |          |          |          |          |          | ●        | ●        |          |
| Chichiquila                |          |          |          |          |          |          |          |          | ●        |
| Chila de las Flores        |          |          |          |          |          |          |          | ●        |          |
| Chinantla                  |          |          |          |          |          |          |          | ●        |          |
| Cholula (Centro)           |          |          |          | ●        |          |          |          |          |          |
| Cholula (Plaza San Diego)  |          |          |          | ●        |          |          |          |          |          |
| Ciudad Serdán              |          |          |          |          |          |          |          |          | ●        |
| Cuetzalan                  |          |          |          |          |          |          |          |          | ●        |
| González Ortega            |          |          |          |          |          |          |          |          | ●        |
| Guadalupe Victoria         |          |          |          |          |          |          |          |          | ●        |
| Huauchinango               | ●        |          |          |          |          |          |          |          |          |
| Huejotzingo                |          |          |          | ●        |          |          |          |          |          |
| Izúcar                     |          |          |          |          |          |          |          | ●        |          |
| Petlalcingo                |          |          |          |          |          |          |          | ●        |          |
| Puebla (CAPU)              | ●        | ●        | ●        | ●        |          |          |          | ●        | ●        |
| Puebla (Plaza Palmas)      | ●        |          | ●        | ●        |          |          |          |          |          |
| San Félix Rijo             |          |          |          |          |          |          |          | ●        |          |
| San Juan Calmeca           |          |          |          |          |          |          |          | ●        |          |
| San Martín Texmelucan      |          |          |          | ●        |          |          |          |          | ●        |
| Santa Gertrudis Salitrillo |          |          |          |          |          |          |          | ●        |          |
| Tecamachalco               | ●        |          |          |          |          |          |          |          | ●        |
| Tecomatlán                 |          |          |          |          |          |          |          | ●        |          |
| Tehuacán                   | ●        |          | ●        |          |          |          |          |          | ●        |
| Tehuitzingo                |          |          |          |          |          |          |          | ●        |          |
| Teziutlán                  |          |          |          |          |          |          |          |          | ●        |
| Tulcingo                   |          |          |          |          |          |          |          | ●        |          |
| Tetela                     |          |          |          |          |          | ●        |          |          |          |
| Teziutlán                  | ●        |          |          |          | ●        |          |          |          |          |
| Zacapoaxtla                |          |          |          |          | ●        |          |          |          | ●        |
| Zacatlán                   |          |          |          |          |          | ●        |          |          |          |
| Zaragoza                   |          |          |          |          | ●        |          |          |          | ●        |
| Zinacatepec                |          |          |          |          |          |          |          |          | ●        |

### Quintana Roo
| Destino          | Compañía | Compañía |
| Destino          | ADO      | ADO-P    |
| ---------------- | -------- | -------- |
| Bacalar          | ●        |          |
| Cancún           | ●        | ●        |
| Chetumal         | ●        |          |
| Playa del Carmen | ●        | ●        |
| Tulum            | ●        |          |

### Tabasco
| Destino         | Compañía | Compañía | Compañía |
| Destino         | ADO      | ADO-P    | AU       |
| --------------- | -------- | -------- | -------- |
| Balancan        | ●        |          |          |
| Cárdenas        | ●        | ●        | ●        |
| Comalcalco      | ●        |          |          |
| Emiliano Zapata | ●        |          |          |
| Frontera        | ●        |          |          |
| Huimanguillo    | ●        |          |          |
| La Venta        |          |          | ●        |
| Macuspana       | ●        |          |          |
| Paraíso         | ●        |          |          |
| Tenosique       | ●        |          |          |
| Villahermosa    | ●        | ●        | ●        |

### Tamaulipas
| Destino   | Compañía | Compañía |
| Destino   | ADO      |          |
| --------- | -------- | -------- |
| Matamoros | ●        |          |
| Reynosa   | ●        |          |
| Tampico   | ●        |          |

### Tlaxcala
| Destino     | Compañía | Compañía | Compañía |
| Destino     | AMTP     | ATAH     | SUPRA    |
| ----------- | -------- | -------- | -------- |
| Apizaco     |          | ●        | ●        |
| Calpulalpan | ●        |          |          |
| Chiautempan |          | ●        |          |
| Huamantla   |          | ●        | ●        |
| Tlaxcala    |          | ●        | ●        |

### Veracruz
| Destino              | Compañía | Compañía | Compañía | Compañía | Compañía | Compañía |
| Destino              | ADO      | OCC      | ADO-P    | AMTP     | ATAH     | AU       |
| -------------------- | -------- | -------- | -------- | -------- | -------- | -------- |
| Acayucan             | ●        |          |          |          |          | ●        |
| Agua Dulce           | ●        |          |          |          |          |          |
| Altotonga            |          |          |          |          | ●        | ●        |
| Alvarado             | ●        |          |          |          |          | ●        |
| Ángel R. Cabada      | ●        |          |          |          |          |          |
| Boca del Río         | ●        |          |          |          |          |          |
| Carrillo Puerto      | ●        |          |          |          |          |          |
| Catemaco             | ●        |          |          |          |          | ●        |
| Ciudad Lerdo         | ●        |          |          |          |          | ●        |
| Ciudad Mendoza       | ●        |          |          |          |          | ●        |
| Coatepec             | ●        |          |          |          |          |          |
| Coatzacoalcos        | ●        |          | ●        |          |          | ●        |
| Córdoba              | ●        | ●        | ●        |          |          | ●        |
| Cosamaloapan         | ●        |          |          |          |          | ●        |
| Coscomatepec         | ●        |          |          |          |          | ●        |
| Cosoleacaque         | ●        |          |          |          |          |          |
| Fortín               | ●        |          |          |          |          |          |
| Gutiérrez Zamora     | ●        |          |          |          |          | ●        |
| Huatusco             | ●        |          |          |          |          | ●        |
| Jáltipan             | ●        |          |          |          |          | ●        |
| José Azueta          |          |          |          |          |          | ●        |
| José Cardel          |          |          |          |          |          | ●        |
| Juan Rodríguez Clara | ●        |          |          |          |          | ●        |
| La Gloria            |          |          |          |          |          | ●        |
| La Tinaja            | ●        |          |          |          |          |          |
| Las Choapas          | ●        |          |          |          |          | ●        |
| Loma Bonita          | ●        |          |          |          |          |          |
| Martínez de la Torre | ●        |          |          | ●        | ●        | ●        |
| Minatitlán           | ●        |          | ●        |          |          | ●        |
| Misantla             | ●        |          |          | ●        |          | ●        |
| Naranjos Amatlán     | ●        |          |          |          |          |          |
| Nanchital            | ●        |          |          |          |          |          |
| Nautla               | ●        |          |          |          | ●        | ●        |
| Orizaba              | ●        |          | ●        |          |          | ●        |
| Papantla             | ●        |          |          |          |          | ●        |
| Paso de Ovejas       | ●        |          |          |          |          |          |
| Perote               | ●        |          |          |          |          | ●        |
| Playa Vicente        | ●        |          |          |          |          | ●        |
| Poza Rica            | ●        |          |          |          |          | ●        |
| San Andrés Tuxtla    | ●        |          |          |          |          | ●        |
| San Rafael           | ●        |          |          | ●        |          |          |
| Santiago Tuxtla      |          |          |          |          |          | ●        |
| Tecolutla            | ●        |          |          |          |          | ●        |
| Tierra Blanca        | ●        |          |          |          |          | ●        |
| Tlacotalpan          | ●        |          |          |          |          | ●        |
| Tlapacoyan           |          |          |          | ●        |          | ●        |
| Tres Valles          | ●        |          |          |          |          | ●        |
| Tuxpan               | ●        |          |          |          |          |          |
| Veracruz (CAVE)      | ●        |          | ●        |          |          | ●        |
| Veracruz (Norte)     | ●        |          |          |          |          |          |
| Xalapa               |          |          | ●        |          |          | ●        |

### Yucatán
| Destino    | Compañía | Compañía | Compañía | Compañía |
| Destino    | ADO      | OCC      | ADO-P    | AU       |
| ---------- | -------- | -------- | -------- | -------- |
| Mérida     | ●        |          | ●        |          |
| Progreso   |          |          |          | ●        |
| San Felipe |          | ●        |          |          |
| Tinum      | ●        |          |          |          |

## Transporte público de pasajeros
- Metrobús San Lázaro (línea 4) con servicio directo al Aeropuerto Internacional de la Ciudad de México y con dirección a la Estación Terminal Buenavista de esta línea, atravesando el primer cuadro de la ciudad. También conecta con la Línea 5 del Metrobús (con dirección a Río de los Remedios en el norte y dirección Preparatoria 1 en el sur).
- Metro San Lazaro Líneas 1 y B del STC Direcciones Pantitlán - Observatorio y Buenavista - Cd. Azteca
- Servicio de taxi
- Red de Transporte de Pasajeros